# Przewalski's mierpitta
De Przewalski's mierpitta (Grallaria przewalskii) is een zangvogel uit de familie Grallariidae (mierpitta's). Deze vogel is genoemd naar de Russische ontdekkingsreiziger en natuuronderzoeker Nikolaj Przewalski.

## Verspreiding en leefgebied
Deze soort is endemisch in centraal Peru.

## Status
De grootte van de populatie is niet gekwantificeerd maar de soort wordt omschreven als vrij algemeen. Op de Rode lijst van de IUCN heeft deze soort de status niet bedreigd.